# Esgrima als Jocs Olímpics d'estiu de 1952
Als Jocs Olímpics d'Estiu de 1952 celebrats a la ciutat de Hèlsinki (Finlàndia) es disputaren set proves d'esgrima, sis d'elles en categoria masculina i una en categoria femenina. La competició se celebrà entre els dies 21 de juliol i l'1 d'agost de 1952.

## Resum de medalles

### Categoria masculina
| Prova                     | Or | Argent | Bronze |
| Floret individual Detalls | Christian d'Oriola | Edoardo Mangiarotti | Manlio Di Rosa                                                                                                   |
| Floret per equips Detalls | França Christian d'Oriola · Jacques Lataste · Jehan Buhan · Claude Netter · Jacques Noël · Adrien Rommel                | ItàliaGiancarlo Bergamini · Antonio Spallino · Manlio Di Rosa · Giorgio Pellini · Edoardo Mangiarotti · Renzo Nostini    | HongriaEndre Palocz · Tibor Berczelly · Endre Tilli · Aladar Gerevich · Jozsef Sakovics · Lajos Maszlay          |
| Espasa individual Detalls | Edoardo Mangiarotti | Dario Mangiarotti | Oswald Zappelli                                                                                                  |
| Espasa per equips Detalls | ItàliaRoberto Battaglia · Carlo Pavesi · Franco Bertinetti · Giuseppe Delfino · Dario Mangiarotti · Edoardo Mangiarotti | SuèciaBerndt-Otto Rehbinder · Bengt Ljungquist · Per Hjalmar Carleson · Carl Forssell · Sven Fahlman · Lennart Magnusson | SuïssaOtto Rüfenacht · Paul Meister · Oswald Zappelli · Paul Barth · Willy Fitting · Mario Valota                |
| Sabre individual Detalls  | Pál Kovács | Aladár Gerevich | Tibor Berczelly                                                                                                  |
| Sabre per equips Detalls  | HongriaBertalan Papp · Laszlo Rajcsanyi · Rudolf Karpati · Tibor Berczelly · Aladar Gerevich · Pál Kovács               | ItàliaGiorgio Pellini · Vincenzo Pinton · Renzo Nostini · Mauro Racca · Gastone Dare · Roberto Ferrari                   | FrançaMaurice Piot · Jacques Lefèvre · Bernard Morel · Jean Laroyenne · Jean Francois Tournon · Jean Levavasseur |

### Categoria femenina
| Prova                     | Or           | Argent     | Bronze         |
| Floret individual Detalls | Irene Camber | Ilona Elek | Karen Lachmann |

## Medaller
| Posició | País      | Or | Argent | Bronze | Total |
| 1       | Itàlia    | 3  | 4      | 1      | 8     |
| 2       | Hongria   | 2  | 2      | 2      | 6     |
| 3       | França    | 2  | 0      | 1      | 3     |
| 4       | Suècia    | 0  | 1      | 0      | 1     |
| 5       | Suïssa    | 0  | 0      | 2      | 2     |
| 6       | Dinamarca | 0  | 0      | 1      | 1     |